# Portal Tomb von Doogort West

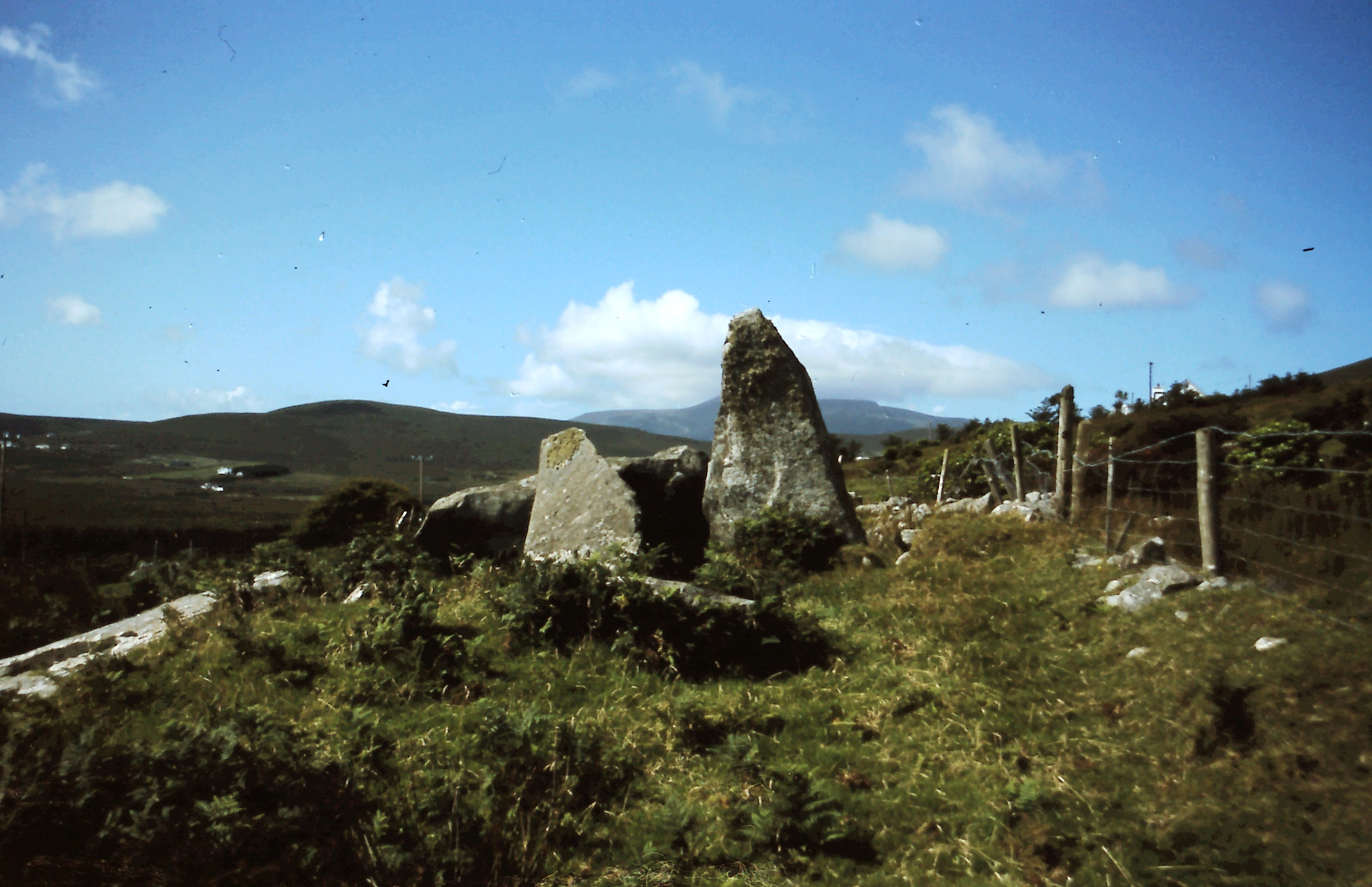
Portal Tomb von Doogort West

Das Portal Tomb von Doogort West (auch Giant’s Grave genannt) liegt am unteren Südhang des Slievemore, nordöstlich von Dooagh, im Townland Doogort West (irisch Dumha Goirt Thiar) auf der Nordhälfte von Achill Island im County Mayo in Irland. Als Portal Tombs werden in Irland und Großbritannien Megalithanlagen bezeichnet, bei denen zwei gleich hohe, aufrecht stehende Steine mit einem Türstein dazwischen, die Vorderseite einer Kammer bilden, die teilweise mit einem gewaltigen Deckstein bedeckt ist.

## Beschreibung
Das Portal Tomb befindet sich auf einer kleinen Plattform neben einer Feldmauer. Der abgerutschte Deckstein hat eine Länge von etwa 2,7 m, eine Breite von 2,35 m und eine Dicke von 0,35 m und liegt südlich der Struktur. Der westliche der beiden Portalsteine ist 2,3 m hoch und steht aufrecht, während der andere 2,0 m lang ist und im Nordosten liegt. Der westliche Seitenstein steht, während der östliche gegen den westlichen gelehnt liegt. Der Endstein liegt in der etwa 2,8 m langen am Eingang 2,5 m breiten Kammer. Ein kleiner halbdurchbrochener Türstein liegt vor dem Eingang im Norden. Bei Doogort West deuten die Reste auf einen vergleichsweise kleinen, runden Cairn.

## Forschungsgeschichte
Achill Islands Altertümer wurden 1838 bekannt, als die Kartierung des Gebiets durchgeführt wurde. Etwa zur gleichen Zeit erwähnt Caesar Otway (1780–1842) in „A Tour in Connaught“, eine Reihe Denkmäler. Später beschreibt William Gregory Wood-Martin (1847–1917) nicht weniger als elf Stätten auf der Insel als megalithisch. Die maßgebende Arbeit zum Thema ist die Erhebung von Ruaidhrí de Valera (1916–1978) und Sean Ó Nualláin (1926–2006) aus dem Jahr 1950, die vier Standorte identifizierten. Andere zuvor benannte sind entweder nicht megalithisch oder konnten nicht gefunden werden. Wahrscheinlich wurden einige in der Zwischenzeit zerstört. Die überlebenden Denkmäler, drei Court Tombs und ein Portal Tomb sind stark gestört und nicht leicht zu finden.